# Loharu (underdistrikt)
Loharu är ett underdistrikt i Indien.   Det ligger i delstaten Haryana, i den norra delen av landet, 150 km väster om huvudstaden New Delhi.